# Georg von Schoenaich
Georg von Schoenaich (seit 1610 Georg Freiherr von Schoenaich; * 9. Oktober 1557 in Tschecheln, Niederlausitz, Königreich Böhmen; † 25. Februar 1619 in Carolath, Herzogtum Schlesien, Königreich Böhmen)  war kaiserlicher Rat,  Herr von Beuthen, Muskau und Carolath und Vizekanzler von Schlesien und der Niederlausitz. Er begründete das Gymnasium academicum (Schoenaichianum) in Beuthen.

## Leben

### Ausbildung und kaiserlicher Rat
Nach dem frühen Tod seines Vaters Johannes III. auf Parchwitz und Milkau wurde der Junge vom Vetter seines Vaters Fabian von Schoenaich erzogen.
Er besuchte das Lateingymnasium in Freystadt in Schlesien und studierte beide Rechte in Wittenberg. Danach war Georg von Schoenaich längere Zeit als kaiserlicher Rat am Hof in Prag tätig.

### Erbe der Herrschaften Beuthen und Carolath
Nach dem Tod seines Onkels 2. Grades Fabian erbte er 1591 die Herrschaften Muskau und Beuthen an der Oder. Durch die Heirat mit der Witwe Fabians, Elisabeth (geborene von Landskron), erhielt Georg von Schoenaich auch die Herrschaft Carolath (mit Lippen/Lipiny und Reinberg/Borek) und wurde so zu einem der reichsten Grundherren Niederschlesiens. Der Besitz wurde ihm 1595 durch Kaiser Rudolf II. bestätigt. 1597 ließ er das Schloss Carolath im Renaissancestil erbauen, das 1618 fertiggestellt wurde. Georg von Schoenaich begründete 1601 das Majorat Carolath.

### Gymnasium academicum
1614 gründete er ein universitätsähnliches Gymnasium academicum (Schoenaichianum) in Beuthen mit zwölf Lehrstühlen. Dort stellte er sowohl lutherische als auch reformierte (calvinistische) Professoren an. Auch der spätere Dichter Martin Opitz war einer der Schüler.

### Ausbau in Beuthen
Zu seinen Lebzeiten wurde die Stadt Beuthen an der Oder zu einem geistigen Zentrum Schlesiens. Das rechte Ufer der Oder zwischen Beuthen und Schlawa  wurde kultiviert, Obstplantagen und Weinberge entstanden. Beuthen erhielt eine neue Brücke über die Oder und der später nach ihm benannte Schoenaichdamm, der erste Oderdamm überhaupt, entstand.

### Ruhm der letzten Jahre
Georg von Schoenaich wurde für seine Verdienste 1610 in den Freiherrenstand erhoben. 1617 wurde ihm die Freie Herrschaft Carolath von Kaiser Matthias bestätigt. In seinen letzten Jahren war er (Vize-)Kanzler von Schlesien und der Niederlausitz für die böhmische Krone.

### Nach seinem Tod
Georg von Schoenaich starb 1619 ohne Nachkommen. Er erlebte nicht mehr die Zerstörung seines Lebenswerkes im Dreißigjährigen Krieg. In den Folgejahren wurden das Gymnasium und die evangelischen Kirchen geschlossen. Sein Erbe und Neffe Johannes Freiherr von Schoenaich († 1639) wurde wegen der Huldigung für den Winterkönig Heinrich von der Pfalz zu einer Zahlung von 55.000 Talern an die Jesuiten verpflichtet. Diese konnte er nicht aufbringen und musste Teile des Besitzes den Glogauer Jesuiten überlassen.